# Hommes, femmes : mode d'emploi
Pour plus de détails, voir Fiche technique et Distribution.
Hommes, femmes : mode d'emploi est un film français réalisé par Claude Lelouch, sorti en 1996.

## Synopsis
Fabio Lini est inspecteur de police alors qu'il ambitionnait d'être acteur. Benoît Blanc est un homme d'affaires sans scrupules. Une endoscopie gastrique les fait se rencontrer chez l'éminent professeur Lerner. Son assistante, le docteur Nitez, reconnaît en Benoît un amant qui l'a autrefois bafouée. Par vengeance amoureuse — et curiosité scientifique — elle intervertit les résultats de la biopsie, faisant croire à Benoît qu'il a un cancer et laissant ignorer à Fabio le mal qui le ronge. Une amitié se forge entre les deux hommes, chacun découvrant à travers l'autre un mode d'emploi pour sa propre vie. Parallèlement, une « veuve noire » très distinguée cherche de riches veufs éplorés, deux adolescents qui se sont croisés aux sports d'hiver tentent de se retrouver, et un SDF à la voix d'or va vivre un conte de fées.

## Fiche technique
- Titre : Hommes, femmes : mode d'emploi
- Réalisateur : Claude Lelouch, assisté de David Artur
- Musique : Francis Lai
- Durée : 122 minutes
- Date de sortie[1] :
  -  France : 28 août 1996

## Distribution
- Fabrice Luchini : Fabio Lini
- Bernard Tapie : Benoît Blanc
- Pierre Arditi : Professeur Lerner
- Alessandra Martines : Docteur Alex Nitez
- Caroline Cellier : Madame Blanc
- Gisèle Casadesus : Clara Blanc
- Jacqueline Joubert : la secrétaire en chef de Blanc
- Nadia Farès : la nouvelle secrétaire de Blanc
- Agnès Soral : La compagne de Fabio Lini
- Antoine Duléry : le collègue de Fabio Lini
- William Leymergie : Dufour
- Clotilde de Bayser : Mme Dufour
- Salomé Lelouch : Lola Dufour
- Ticky Holgado : Le père de Loulou
- Christophe Hémon : Loulou
- Julien Courbey : un copain de Loulou
- Daniel Gélin : le veuf
- Anouk Aimée : la veuve
- Jean-Philippe Chatrier : Alexandre Blanc
- Ophélie Winter : La fille du Crillon
- Alain Doutey : le directeur du Crillon
- Philippe Khorsand : Le chef du restaurant
- Patrick Husson : Le chanteur
- Philippe Gildas : lui-même
- Patrick Bruel : lui-même (non crédité)
- Léa Vigny : Léa, la fiancée d'Alexandre
- Christian Charmetant : Le prêtre au confessionnal

## Distinctions

### Récompenses
- Petit Lion d'or (prix du Jeune Public) à la Mostra de Venise

## Autour du film
- Bernard Tapie, alors en faillite personnelle, inéligible et interdit de fonction dans le football, décroche le premier rôle de sa carrière d'acteur.

## Tournage
Le fim a été tourné :
- Paris (Paris 1er, Paris 4e, Paris 7e, Paris 8e, Paris 9e, Paris 10e, Paris 16e, Paris 17e, Paris 18e, Paris 20e)
- Loir-et-Cher (Château de Chambord)
- Oise (Abbaye Royale de Châalis)
- Hautes-Pyrénées (Lourdes)